# Прелока
Прелока (словен. Preloka) — поселення в общині Чрномель, Південно-Східна Словенія, Словенія. Висота над рівнем моря: 284,7 м.